# تومویا ساتوزاکی
تومویا ساتوزاکی (انگلیسی: Tomoya Satozaki؛ زادهٔ ۲۰ مهٔ ۱۹۷۶) بازیکن بیس‌بال اهل ژاپن بود.
وی در مسابقات کشوری و بین‌المللی در مجموع برندهٔ ۱ مدال طلا شده‌است.